# Compsonema
Genre
Compsonema est un genre d'algues brunes de la famille des Scytosiphonaceae selon AlgaeBase (29 oct. 2012), de celle des Myrionemataceae selon ITIS (29 oct. 2012). 

## Liste d'espèces
Selon AlgaeBase (29 oct. 2012) :
- Compsonema chordae Noda
- Compsonema coccophorae Noda
- Compsonema coniferum Setchell & N.L.Gardner
- Compsonema densum Kraft
- Compsonema dictyotoides Noda & Honda
- Compsonema dubium Setchell & N.L.Gardner
- Compsonema fasciculatum Setchell & N.L.Gardner
- Compsonema fructosum Setchell & N.L.Gardner
- Compsonema gracile Kuckuck (espèce type)
- Compsonema immixtum Setchell & N.L.Gardner
- Compsonema intercalare Noda
- Compsonema intricatum Setchell & N.L.Gardner
- Compsonema microspongium (Batters) Kornmann
- Compsonema minutum (C.Agardh) Kuckuck
- Compsonema oblongum Noda
- Compsonema saxicolum (Kuckuck) Kuckuck
- Compsonema serpens Setchell & N.L.Gardner
- Compsonema sessile Setchell & N.L.Gardner
- Compsonema sporangiiferum Setchell & N.L.Gardner
- Compsonema tenue Setchell & N.L.Gardner
- Compsonema wistariense Kraft

Selon Catalogue of Life (29 oct. 2012) :
- Compsonema chordae
- Compsonema coccophorae
- Compsonema coniferum
- Compsonema dictyotoides
- Compsonema fructosum
- Compsonema gracile
- Compsonema immixtum
- Compsonema intercalare
- Compsonema intricatum
- Compsonema microspongium
- Compsonema minutum
- Compsonema nummuloides
- Compsonema oblongum
- Compsonema saxicolum
- Compsonema secundum
- Compsonema serpens
- Compsonema sessile
- Compsonema sporangiiferum
- Compsonema tenue

Selon ITIS (29 oct. 2012) :
- Compsonema coniferum
- Compsonema dubium
- Compsonema fasciculatum
- Compsonema fructosum Setchell & Gardner, 1922
- Compsonema gracile Kuckuck, 1899
- Compsonema intricatum S. & G.
- Compsonema myrionematoides
- Compsonema pussilium
- Compsonema ramulosum
- Compsonema secundum
- Compsonema serpens S. & G.
- Compsonema sporangiferum
- Compsonema tenue

Selon Paleobiology Database (29 oct. 2012) :
- Compsonema fragile

Selon World Register of Marine Species (29 oct. 2012) :
- Compsonema chordae Noda, 1973
- Compsonema coccophorae Noda, 1969
- Compsonema coniferum Setchell & N.L.Gardner, 1922
- Compsonema densum Kraft, 2009
- Compsonema dictyotoides Noda & Honda, 1970
- Compsonema dubium Setchell & N.L.Gardner, 1922
- Compsonema fasciculatum Setchell & N.L.Gardner, 1922
- Compsonema fructosum Setchell & N.L.Gardner, 1922
- Compsonema gracile Kuckuck, 1899
- Compsonema immixtum Setchell & N.L.Gardner, 1924
- Compsonema intercalare Noda, 1969
- Compsonema intricatum Setchell & N.L.Gardner, 1922
- Compsonema microspongium (Batters) Kornmann, 1953
- Compsonema minutum (C.Agardh) Kuckuck, 1953
- Compsonema oblongum Noda, 1970
- Compsonema saxicola (Kuckuck) Kuckuck, 1953
- Compsonema saxicolum (Kuckuck) Kuckuck
- Compsonema serpens Setchell & N.L.Gardner, 1922
- Compsonema sessile Setchell & N.L.Gardner, 1922
- Compsonema sporangiiferum Setchell & N.L.Gardner, 1922
- Compsonema tenue Setchell & N.L.Gardner, 1922
- Compsonema wistariense Kraft, 2009